# Babelomurex latipinnatus
Babelomurex latipinnatus is een slakkensoort uit de familie van de Muricidae. De wetenschappelijke naam van de soort is voor het eerst geldig gepubliceerd in 1961 door Azuma.